# Grazie... nonna
Grazie... nonna è un film del 1975 diretto da Marino Girolami (qui accreditato come Franco Martinelli).

## Trama
L'ingegner Persichetti vive a Pisa insieme ai due figli e la governante in una villa. Un giorno apprende che il proprio padre, emigrato diversi anni prima a Caracas, è morto e che la sua seconda moglie sta arrivando per conoscerlo. Tutti si aspettano l'arrivo di una donna anziana, invece all'aeroporto si presenta una affascinante donna di nome Marijuana. Padre e figli cercano, con scarsi risultati, di approfittare delle grazie della donna; l'unico che riesce a trascorrere più tempo con lei è Carletto, il figlio minore dell'ingegnere, che è fortemente attratto da Marijuana e che snobba continuamente una coetanea di nome Marinella.
A causa di un impegno di famiglia, Carletto rimane un giorno intero solo a casa con Marijuana e passa una notte d'amore con lei. Il giorno dopo, i due apprendono che Marinella ha tentato di suicidarsi per amore e la raggiungono in ospedale. Dopo essersi rasserenati sul suo stato di salute, ormai fuori pericolo, Marijuana chiede a tutti di poter parlare da sola con Marinella. La donna consiglia alla ragazza di assumere un atteggiamento e un portamento più femminili se vuole attirare l'attenzione di Carletto. Marijuana è arrivata alla fine del suo soggiorno a Pisa e deve tornare nella sua città natale.

## Produzione
Film della commedia sexy all'italiana con la partecipazione di Giusva Fioravanti — futuro terrorista dei NAR — nel ruolo del timido adolescente.
Il ristorante sul mare dove vanno a pranzo Carletto e Marijuana è "L'arsella" a Marina di Pisa.

## Colonna sonora
Le musiche del film sono di Enrico Simonetti e sono suonate dalla sua orchestra avvalendosi del gruppo musicale di suo figlio (Claudio Simonetti) i quali, di lì a poco, diverranno celebri come i Goblin.